# 叶莲娜·伊林娜
叶莲娜·伊林娜（俄语：Елена Ильина，1901年—1964年）是苏联儿童文学作家，马尔夏克和米·伊林的妹妹。

## 生平
1901年出生于沃罗涅日省奧斯特羅戈日斯克，1926年毕业于列宁格勒艺术史学院。1925年在《新鲁宾逊》儿童杂志首次发表作品。著作有：《第二十三名乘客》（1936年），《第四高度》（1945年）。其中，《第四高度》由任溶溶译介到中国，以题目《古丽雅的道路》出版。
1964年11月2日在莫斯科去世，安葬于新圣女公墓。

## 中文译本
- . 由任溶溶翻译. 时代出版社. 1953年3月.
- . 由王汶翻译. 新蕾出版社. 1984年.

## 延伸阅读
- 伊·伊林娜. . 人民日报. 1954年4月23日: 第3版.